# Rune Börjesson

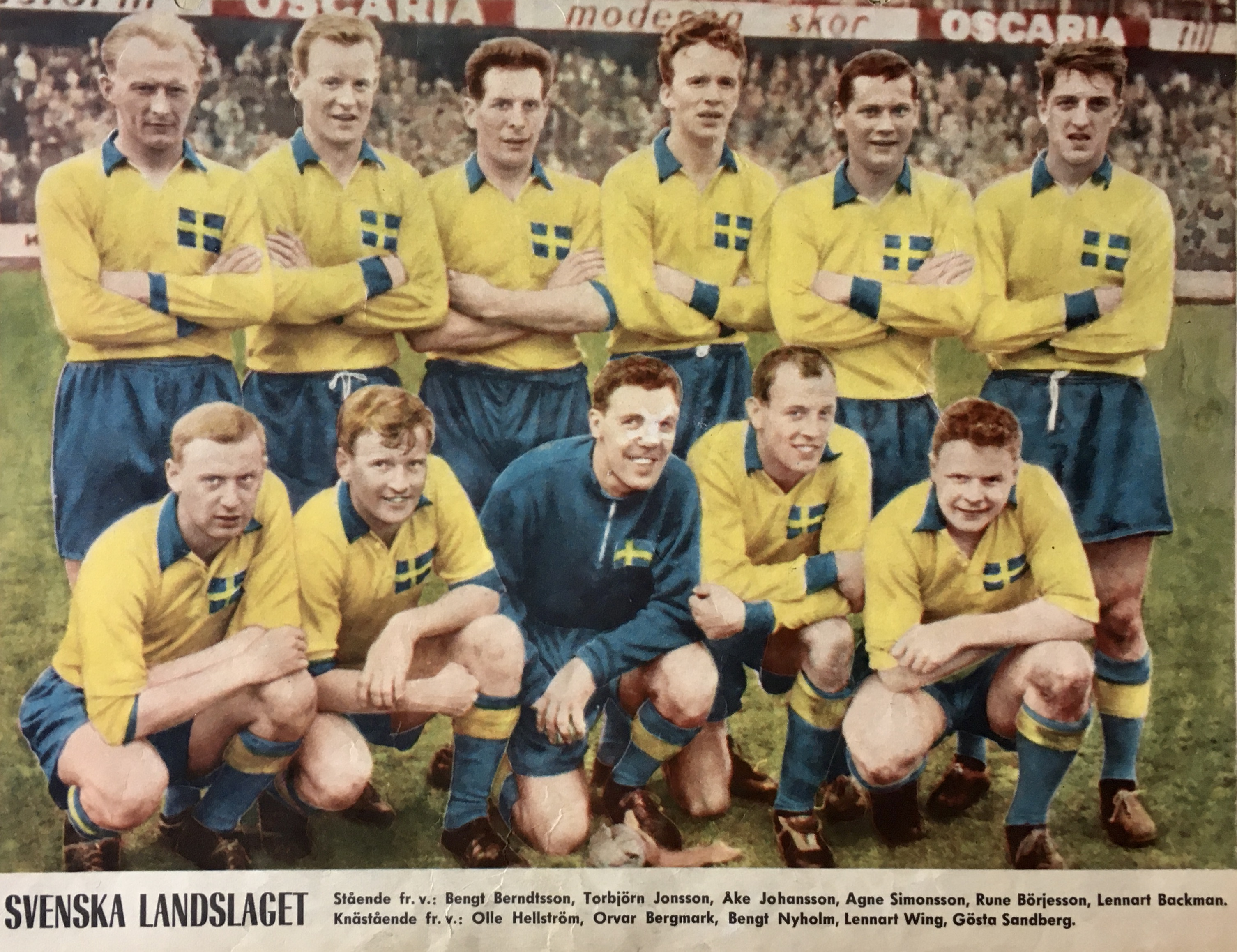
Det svenska herrlandslaget i fotboll, som den 28 maj 1961 segrade med 4-0 över Schweiz. I det svenska laget ingick följande spelare – stående från vänster: Bengt "Fölet" Berndtsson, Torbjörn Jonsson, Åke "Bajdoff" Johansson, Agne Simonsson, Rune Börjesson, Lennart Backman. Knästående från vänster: Olle "Lill-Lappen" Hellström, Orvar Bergmark, Bengt "Zamora" Nyholm, Lennart Wing och Gösta "Knivsta" Sandberg.

Rune Börjesson, född 24 april 1937 i Göteborg, död 8 februari 1996 i Hovås, Göteborg, var en svensk fotbollsspelare. Hans position i laget var vänsterinner.

## Biografi
Börjesson slog igenom i Örgryte IS, som han 1958 var med och tog upp i allsvenskan. Han blev sedan allsvensk skyttekung både 1959 och 1960. Han bildade i ÖIS och landslaget ett målfarligt anfallspar tillsammans med Agne Simonsson. Börjesson värvades till Italien och Juventus FC 1961, men blev snabbt utlånad till US Città di Palermo där han spelade 1961–1963.
Börjesson debuterade i landslaget hösten 1958 och spelade under åren 1958–1961 20 A-landskamper, i vilka han gjorde 17 mål. Han gjorde också två B-landskamper (2 mål) och tre U-landskamper.
Rune Börjesson var farbror till Sören Börjesson, också han framgångsrik spelare i Örgryte IS.